# Beeler
Beeler — метеорит-хондрит масою 8640 грам.